# Benedikt z Rittersteinu
Benedikt Boleslavský rytíř z Rittersteinu (1814 – 26. listopadu 1876) byl český šlechtic, poslední po meči z rodu Boleslavští z Rittersteinu (zemřel bez mužského potomka). Držel statky Filipov a Kluky u Čáslavi a Libici. V letech 1862–1864 nechal přestavět zámek ve Filipově i libický zámek z barokního slohu do podoby windsorské gotiky.
Jeho ostatky byly dne 16. října 1877 vyzvednuty od libického kostela a přeneseny do Filipova, kde byly znovu uloženy v rodinné hrobce.
Jeho manželkou byla Emilie Boleslavská z Rittersteinu († 1907), česká šlechtična pocházející z rodu Eisnerů z Eisensteinu, významných sklářských podnikatelů, který byl za zásluhy Johana Ignáce Eissnera povýšen do šlechtického stavu. Po smrti svého manžela všechny jeho statky zdědila.